# Oleśniccy herbu Radwan

Herb Radwan

Oleśniccy herbu Radwan – polska rodzina szlachecka. 
Oleśniccy herbu Radwan pisali się z Oleśnik w pow. lubelskim. Często osoby z tej rodziny błędnie przypisywane były do rodziny pieczętującej się herbem Dębno.  
Pierwszymi znanymi ich przedstawicielami byli: Jan Michnowicz z Rodecznicy (obecnie Radecznica) i Oleśnik oraz jego brat  Jakub z Oleśnik, żyjący w poł. XV wieku. Oleśniccy osiągnęli znaczącą pozycję materialną, m.in. dzięki piastowaniu urzędów żupników bocheńskich oraz koligacjom za znaczącymi rodzinami małopolskimi.  
Posiadali liczne dobra, m.in.: Barchaczów, Ciotusza Stara (Citusza), Dzierążnia, Krynice (Stare i Nowe), Krynicka Wola, Łabunie (Łabuń), Wólka Łabuńska (Wola Łabuńska), Jatułty, Kolonia Łubinstok, Łabuńki, Hruszów (Ruszów), Niemirów, Niemirówek, Oleśniki, Polanów, Radecznica (Rodecznica), Tarnawatka, Wierzbie, Werechranie (Wierzchrachanie), Wieprzowe Jezioro, Pańków, w woj. lubelskim i bełskim oraz ziemi chełmskiej i  Będkowice, Czechów, Głupczów, Lipniki, Damianice, Niezwojowice, Racławice, Solcza oraz Turów, w woj. krakowskim.  
Byli spokrewnieni m.in. z: Glińskimi herbu Rawicz, Odrowążami herbu wł., Szczepanowskimi herbu Gryf, Zamojskimi herbu Jelita, Cieciszowskimi herbu Pierzchała, Dulskimi herbu Przeginia, Jaksmanickimi herbu Leliwa, Drohojowskimi herbu Korczak, Podfilipskimi herbu Ciołek, Mrozowickimi herbu Prus III oraz Bełżeckimi herbu Jastrzębiec. 

## Przedstawiciele rodu
- Andrzej Oleśnicki (ok. 1570- po 1604) – żupnik bocheński, podstarości i sędzia grodzki chęciński

- Jan Oleśnicki (ok. 1470- 1541) – sędzia ziemski bełski, podżupek bocheński

- Jarosław Oleśnicki (ok. 1580- 1635) – chorąży i starosta bełski

- Marcin Oleśnicki (ok. 1540- 1585) – podsędek bełski

- Marcin Łukasz Oleśnicki (ok. 1615- po 1669) – dworzanin królewski, rotmistrz królewski, stolnik drohicki, elektor 1669

- Marek Oleśnicki (ok. 1580- 1639) – pisarz i sędzia ziemski bełski

- Piotr Oleśnicki  ( ok. 1510-po 1580) – marszałek Trybunału Głównego Koronnego, szafarz dochodów małopolskich

- Sebastian Oleśnicki (ok. 1460-1521) – ksiądz, kustosz kielecki, kanonik krakowski